# Karin Tietze
Karin Tietze es una deportista de la RDA que compitió en piragüismo en la modalidad de eslalon. Ganó dos medallas en el Campeonato Mundial de Piragüismo en Eslalon de 1955, oro en F1 por equipos y plata en F1 individual.

## Palmarés internacional
| Campeonato Mundial | Campeonato Mundial | Campeonato Mundial | Campeonato Mundial |
| Año                | Lugar              | Medalla            | Competición        |
| ------------------ | ------------------ | ------------------ | ------------------ |
| 1955               | Tacen (Yugoslavia) | Medalla de oro     | F1 por equipos     |
| 1955               | Tacen (Yugoslavia) | Medalla de plata   | F1 individual      |